# Pelecopsis aureipes
Pelecopsis aureipes là một loài nhện trong họ Linyphiidae.
Loài này thuộc chi Pelecopsis. Pelecopsis aureipes được J. Denis miêu tả năm 1962.